# Округ Хадспет (Тексас)
Округ Хадспет (енгл. Hudspeth County) је округ у америчкој савезној држави Тексас. По попису из 2010. године број становника је 3.476.

## Демографија
Према попису становништва из 2010. у округу је живело 3.476 становника, што је 132 (3,9%) становника више него 2000. године.
| Група             | 2000.         | 2010.         |
| Белци             | 770 (23,0%)   | 628 (18,1%)   |
| Афроамериканци    | 11 (0,3%)     | 48 (1,4%)     |
| Азијати           | 6 (0,2%)      | 16 (0,5%)     |
| Хиспаноамериканци | 2.509 (75,0%) | 2.768 (79,6%) |
| Укупно            | 3.344         | 3.476         |